# Mirollia rostellum
Mirollia rostellum är en insektsart som beskrevs av Andrej Vasiljevitj Gorochov 2003. Mirollia rostellum ingår i släktet Mirollia och familjen vårtbitare. Inga underarter finns listade i Catalogue of Life.